# Acsa (Hungria)
Acsa é um município da Hungria, situado no condado de Peste. Tem 26,94 km² de área e sua população em 2015 foi estimada em 1.390 habitantes.